# بريد الجزائر
بريد الجزائر، هي الشركة الرسمية لخدمات البريد في الجزائر، الرقم الأخضر (1530).

## تاريخ البريد الجزائري
شرعت فرنسا في بناء قصر البريد المركزي سنة 1910 وأكملته سنة 1913 وأطلقت عليه آنذاك تسمية «البريد الجديد» قبل أن تغيِّرها الجزائر المستقلة إلى «البريد المركزي» بعد استعادة سيادتها في 5 يوليو 1962.
أثناء الاستعمار الفرنسي للجزائر، تمثّل الدور المنوط بالبريد في الحفاظ على العلاقات والاتصالات مع المدينة الكبيرة من خلال استلام الحوالات والصكوك البريدية، إدارة الاشتراكات بالصحف واليوميات، بيع طوابع البريد، إيداع الأموال بصندوق التوفير، دفع المعاشات، وأيضا دفع رواتب المعلمين وعمال البلدية وعمال الإدارات العمومية.
وكان البريد في الحقبة الاستعمارية يعرف بالفرنسية بتسمية (PTT) نسبة إلى الأحرف الثلاثة الأولى من الكلمات الفرنسية التالية "البريد"، التلغراف" و"الهاتف" وهي التسمية التي استمرّ اعتمادها حتى بعد الاستقلال، في سنة 1962، وبعد ترحيل أغلبية عمال البريد من الأقدام السوداء وسكان المدينة الكبيرة تمّ تسجيل شغور وفراغ فيما يتعلق بإدارة وتسيير مصالح البريد ببلادنا، الشيء الذي دفع بمجموعة من العمال الجزائريين إلى بذل قصارى جهدهم ورفع التحدي حيث تمكنوا من ضمان استمرارية الخدمات على مستوى ما يفوق الـ (800) مكتب بريد.
وجاء إصدار أول طابع بريد للجمهورية الجزائرية كرمز من رموز السيادة الوطنية بتاريخ الفاتح نوفمبر 1962، ليؤرخ لصفحة جديدة من صفحات السجلّ التاريخي للجزائر.
بتاريخ 14 جانفي 2002، وعقب الإصلاحات التي شهدها قطاع البريد والمواصلات السلكية واللاسلكية، تأسس بريد الجزائر بموجب المرسوم رقم (02/43) كمؤسسة مكلفة بمهمة رئيسة تتمثل في ضمان الخدمة العمومية وفق محورين اثنين للخدمات هما الخدمات البريدية (خدمة البريد والطرود، خدمة البريد السريع والطوابعية) والخدمات المالية البريدية (خدمة الحسابات البريدية الجارية، خدمة حسابات التوفير والاحتياط، خدمة الحوالات، النقدية عبر الشبابيك البنكية الآلية وخدمة التحويل الإلكتروني للأموال).
ويحصي بريد الجزائر اليوم (24417) عاملا، من بينهم (3732) ساعي بريد، كما أنه يملك شبكة بريدية واسعة تضمّ (3685) مكتب بريد متناثر عبر كافة ربوع الوطن.

## خدمات البريد الجزائري
- البريد العادي.
- البريد السريع.
- تحويل أموال.
- الحساب البريدي الجاري.

## البطاقة الذهبية
البطاقة ذكية مغناطيسية جديدة تسمى (بالفرنسية:  Carte Edahabia)‏ سنة 2017 وهي بطاقة ائتمان تسمح بالعديد من الخدمات الإضافية هن البطاقة التقليدية القديمة، وهذه البطاقة ستكون هي الأكثر شعبية بين الجزائريين وستعطي خدمة الدفع الإلكتروني.
تتيح هذه البطاقة التي تعمل بنظام (EMV) لحاميلها، زيادة على إجراء مختلف عمليات سحب ودفع الأموال على حساباتهم البريدية عبر الأنترنت، تسديد الفواتير الإستهلاكية الخاصة بالكهرباء والغاز والماء، الهاتف الثابت، الانترنت
وستشمل خدمة الدفع الإلكتروني لبريد الجزائر مستقبلا على خدمة دفع الوقود بعد تحميل تطبيق نفطال وشراء تذاكر الطائرات وستشرع بريد الجزائر قريبا في عملية تركيب أجهزة TPE للدفع الإلكتروني عبر مختلف المساحات التجارية في كل الولايات، خاصة تلك المتواجدة في المدن الكبرى، وهي التي ستشهد تركيب 50 ألف جهاز TPE في المرحلة الأولى، والتي ستخص الشركات العومية والخاصة والفضاءات التجارية، فيما سيكون هنالك مراحل أخرى لتعميم التقنية أكثر.
كما يمكن لحاملي هذه البطاقة استخراج الأموال عبر الموزع الآلي (GAB) البنكية والشبابيك داخل المكاتب البريدية الجزائرية.

## وصلات خارجية
- الموقع الرسمي لبريد الجزائر.
- الرقم الأخضر لبريد الجزائر وأخبار أخرى